# Denny Hulme
Denis Clive "Denny" Hulme (18. juni 1936 – 4. oktober 1992) var en newzealandsk racerkører. Han vandt i 1967 Formel 1-verdensmesterskabet.
Hulme debuterede i Formel 1 i 1965 for Brabham i Monaco.